# Janavis finalidens
Janavis finalidens (лат.) — вид вымерших птиц живших в конце мелового периода (маастрихтский ярус) — около 66,7 млн лет назад.

## Систематика
Janavis finalidens долгое время считался предком современных птиц а именно новонёбных, однако окаменелости с современным нёбом немногочисленны, что препятствует серьёзным выводам относительно предков неорнитиного нёба. На данный момент Janavis относится к кладе Golloanseres. Janavis finalidens сейчас известен как первый и хорошо представленный вид отряда ихтиорнисообразных. В целом Janavis сходен со знакомой мезозойской птицей ихтиорнис.